# Ragnar Jacobsson
Erik Ragnar Jacobsson, född den 19 mars 1889 i Perstorps församling, Kristianstads län, död den 6 november 1975 i Kalmar, var en svensk ämbetsman.
Jacobsson avlade studentexamen i Helsingborg 1907 och juris kandidatexamen i Lund 1912. Efter tingstjänstgöring 1912–1915 blev han extra länsnotarie i Västerbottens län 1915, länsnotarie i Gotlands län 1919 och länsassessor i Göteborgs och Bohus län 1936. Jacobsson var landssekreterare i Kalmar län 1940–1955. Han blev riddare av Vasaorden 1935 och av Nordstjärneorden 1944 samt kommendör av andra klassen av sistnämnda orden 1950.